# Аркадий Маслов
Аркадий Маслов (нем. Arkadi Maslow; настоящее имя — Исаа́к Ефи́мович Чемеринский; 9 марта 1891, Елисаветград, Российская империя — 20 ноября 1941, Гавана, Куба) — один из лидеров Коммунистической партии Германии, а затем Ленинбунда.

## Биография
Родился в Елисаветграде в 1891 году в семье коммерсанта. С 1899 года с семьей жил в Германии. Там он посещал гимназию, затем учился в консерватории.
С 1912 года изучал естествознание в Берлине. После начала мировой войны был интернирован как российский подданный. Затем служил переводчиком в лагерях военнопленных. К концу войны стал симпатизировать Союзу Спартака.
В 1919 году вступил в Коммунистическую партию Германии.
В ноябре 1920 года Маслов (примерно тогда взял себе этот псевдоним) был избран в Центр КПГ.
С 1921 года вместе с Рут Фишер стоял во главе Берлинской организации КПГ и принадлежал к левому крылу партии.
В 1921 году занял должность внешнеполитического редактора газеты Die Rote Fahne.
В 1922 году был задержан немецкой полицией и приговорён к 8 месяцам ареста.
В 1924 году был одним из главных критиков курса Брандлера и Тальгеймера, решивших в конце 1923 года отказаться от вооружённого восстания. После их отстранения от руководства партией Маслов и Рут Фишер стали сопредседателями ЦК КПГ. Под их руководством партия приняла ультралевый курс. В 1925 году был снят с руководящих постов.
В 1926 году Маслов и Фишер поддержали Объединённую оппозицию в ВКП(б), после чего были вместе со своими сторонниками исключены из партии.
В мае 1928 года вместе с Рут Фишер и Гуго Урбансом создал Ленинбунд. После раскаяния и восстановления в ВКП(б) Зиновьева и Каменева безуспешно пытался восстановиться в КПГ.
В 1933 году после прихода нацистов к власти Маслов и Фишер эмигрировали в Париж, где жили до 1940 года.
С 1934 года Маслов активно сотрудничал с Троцким и французскими троцкистами.
В 1936—1937 годах входил в руководство Движения за Четвёртый интернационал. После разрыва с Троцким Фишер и Маслов основали кружок под названием «Марксистско-ленинская интернациональная группа».
После поражения Франции в 1940 году вместе с Рут Фишер выехал на Кубу, где они пытались получить американскую визу. Визу сумела получить только Фишер, а Маслов остался в Гаване, где 20 ноября 1941 года был найден на улице без сознания и вскоре умер. Официальная причина — «инфаркт миокарда», но Рут Фишер и Франц Пфемферт (de:Franz Pfemfert) считали, что его убили агенты НКВД.